# Restylane
Restylane är varunamnet för en filler, en särskild formulering av icke-animalisk hyaluronsyra. Den är sammansatt av korsbunden långkedjig hyaluronsyra och är godkänd för kosmetiska injektioner i subdermal ansiktsvävnad.
Vanligen injiceras den under rynkor och åldringslinjer i ansiktet, som näs-läppveck och rynkor i pannan. Den kan också användas för att fylla ut åldersrelaterade ojämnheter under och omkring ögonen. 
Restylane är dock vanligast använd för läppförstoring.
Den tillverkas av det svenska företaget Q-Med (uppköpt av Galderma SA, ett fransk-schweiziskt läkemedelsföretag, i mars 2011) och fick sin CE-märkning 1996. Restylane har länge varit populär i Europa och Australien samt blev godkänd av FDA i USA 2005-03-25 .
Effekterna av Restylane varar omkring 6 månader eller ibland längre. Varianter tillverkade av samma företag ger bättre varaktighet och därför räcker Perlane drygt 9 till 11 månader och Sub-Q drygt 15 månader. Återhämtningstiden från en injektion är omkring 3 dagar, eftersom svullnad och blåmärken kan vara ett problem. Vissa behandlare brukar be sina patienter att återvända till praktiken två till tre veckor efter behandling för bedömning om påfyllnad krävs.